# 民乐站 (甘肃省)
民乐站，位于中华人民共和国甘肃省张掖市民乐县，是兰新客运专线上的高铁站，于2014年12月26日开通启用，由兰州局集团管辖。

## 歷史
- 2014年12月26日开通启用。

## 車站周邊
- 民乐县公安局
- 民乐县二中
- 民乐县人力资源和社会保障局
- 民乐县食品药品监督管理局
- 扁都口国际大酒店
- 民乐生态公园

## 外部連結
- 中国铁路客户服务中心（页面存档备份，存于）